# San Isidro (Texas)
San Isidro és una concentració de població designada pel cens dels Estats Units a l'estat de Texas. Segons el cens del 2000 tenia 270 habitants.

## Demografia
Segons el cens del 2000, San Isidro tenia 270 habitants, 94 habitatges, i 70 famílies. La densitat de població era de 32 habitants per km².
Dels 94 habitatges en un 39,4% hi vivien nens de menys de 18 anys, en un 61,7% hi vivien parelles casades, en un 10,6% dones solteres, i en un 25,5% no eren unitats familiars. En el 24,5% dels habitatges hi vivien persones soles el 14,9% de les quals corresponia a persones de 65 anys o més que vivien soles. El nombre mitjà de persones vivint en cada habitatge era de 2,87 i el nombre mitjà de persones que vivien en cada família era de 3,49.
Per edats la població es repartia de la següent manera: un 32,6% tenia menys de 18 anys, un 5,6% entre 18 i 24, un 24,8% entre 25 i 44, un 22,6% de 45 a 60 i un 14,4% 65 anys o més.
L'edat mediana era de 36 anys. Per cada 100 dones de 18 o més anys hi havia 95,7 homes.
La renda mediana per habitatge era de 18.750 $ i la renda mediana per família de 20.313 $. Els homes tenien una renda mediana de 15.625 $ mentre que les dones 33.333 $. La renda per capita de la població era de 8.965 $. Aproximadament el 35,9% de les famílies i el 42,3% de la població estaven per davall del llindar de pobresa.

## Poblacions més properes
El següent diagrama mostra les poblacions més properes.